# Yousty.ch
Yousty.ch (Eigenschreibweise Yousty) ist laut der Online-Werbeagentur Webtech AG das grösste Berufsbildungsportal der Schweiz. Es wird von der Yousty AG mit Sitz in Zürich betrieben.

## Geschichte
Die Yousty AG wurde im Jahr 2008 durch Urs Casty in Zürich gegründet. Ziel des Unternehmens war es, mit yousty.ch ein Berufsbildungsportal zu erschaffen, welche Jugendliche während der gesamten Berufswahl begleiten würde. So sollten sich Jugendliche auf yousty.ch über Berufe informieren, auf Lehrstellen bewerben und ihre Bewerbungsaktivitäten verwalten können. Was yousty.ch weiter abheben sollte, war die Möglichkeit mit Lernenden in Kontakt zu treten und sich so ein einzigartiges Bild von einem Lehrberuf und einem Lehrbetrieb machen zu können.
Im Jahr 2018 war die Yousty AG schweizweit die meistbesuchte Webseite zum Thema Berufswahl und Lehrstellensuche.

## Funktionsweise
Das Berufsbildungsportal richtet sich an Jugendliche, welche sich für eine Berufslehre interessieren. In der Schweiz entscheiden sich zwei Drittel der Jugendlichen für eine Berufsausbildung. Die Nutzung des Portals ist kostenlos und ermöglicht es dem Schüler nach Abschluss der neunjährigen obligatorischen Schulzeit einen passenden Ausbildungsbetrieb zu finden. Unternehmen können ihre Ausbildungsplätze kostenlos ausschreiben. Gegen Aufpreis werden den Unternehmen weitere Möglichkeiten zur Präsentation ihrer ausgeschriebenen Lehrstellen zur Verfügung gestellt. Berufsverbände haben die Möglichkeit Jugendliche pro-aktiv über die von ihnen angebotenen Berufe zu informieren und so z. B. Nischenberufe bekannter zu machen. Lehrpersonen wird ausserdem ein Online-Tool angeboten um die Bewerbungsaktivitäten ihrer Klassen zu überblicken und den Jugendlichen helfend zur Seite zu stehen, insofern diese das wünschen.
Das Wirtschaftsmagazin ECO stellte 2015 fest, dass sich das Portal innert fünf Jahren zu einer der wichtigsten Adressen für Lehrstellen-Suchende und Lehrbetriebe entwickelt hat. Heute gilt Yousty.ch laut der Online-Werbeagentur Webtech AG als grösstes Berufswahl- und Lehrstellenportal der Schweiz. Gemäss eigenen Angaben wird die Stellenbörse von über 195'406 registrierten Mitgliedern genutzt.

## Namensherkunft
Yousty ist ein Akronym, welches sich aus den Anfangssilben für Your Style zusammensetzt. Als Begründung gibt das Unternehmen an, dass damit zum Ausdruck gebracht werden soll, dass das Portal die Jugendlichen beim Berufseinstieg und der späteren Karriereplanung unterstützt – «dein Stil, deine Karriere».

## Partner
Yousty unterhält verschiedene Partnerschaften mit Bildungseinrichtungen, Berufsmessen und Medien. Zusammen mit der Fachhochschule Nordwestschweiz wird regelmässig eine Studie zur Befragung der Zufriedenheit der Lernenden durchgeführt. Dabei war laut dem Blickpunkt KMU magazine im Jahr 2017 der Trend zu erkennen, dass Lernende von der Berufslehre überzeugt waren. Das Portal unterhält zudem eine Partnerschaft mit dem Schweizerischen Dienstleistungszentrum für Berufsbildung, Berufs-, Studien- und Laufbahnberatung (SDBB). Die Zusammenarbeit wurde Mitte 2016 zwischenzeitlich ausgesetzt (Stand Januar 2017).
Yousty arbeitet mit dem CEMETS Summer Institute des KOF zusammen.

## Lernendenbarometer
Alle zwei Jahre publiziert Yousty den sogenannten Lernendenbarometer, welcher in Zusammenarbeit mit professional.ch, der Fachhochschule Nordwestschweiz und der Pendlerzeitung 20 Minuten erstellt wird.

## LehrstellenPuls
Das Forschungsprojekt LehrstellenPuls identifizierte die Auswirkungen der COVID-19-Pandemie auf die Berufslehren, Lehrbetriebe und Jugendlichen in der Schweiz. Während eines Jahres erhob die Professur für Bildungssysteme der ETH Zürich in Kooperation mit yousty.ch und professional.ch monatlich den Puls zur Lehrstellensituation in der Schweiz.

## Nutzungszahlen
Für den Zeitraum des Jahres 2024 legt die Yousty AG folgende Nutzungszahlen vor, von denen die Besuchszahlen durch ein NetMetrix-Audit beglaubigt wurden:
- 5,5 Millionen Besuche
- 350'000 eindeutige vermittelte Bewerbungen
- 193'862 registrierte Schüler und Schülerinnen
- Bis zu 500'000 Personen Reichweite über Social Media

Die Yousty AG betreibt mit yousty.ch die grösste privatwirtschaftliche Webseite zum Thema Berufswahl und Lehrstellensuche der Schweiz.

## Kontotypen
| Kontotyp                       | Beschreibung / Funktionsumfang |
| Schüler/in                     | Kann… - … sich Berufsbeschreibungen mit Fotos und Videos ansehen - … mittels eines Neigungstests Berufsvorschläge erhalten - … Schnupperlehrplätze suchen und sich darauf bewerben - … Lehrstellen suchen und sich darauf bewerben - … Angebote und Inhalte auf einer Merkliste speichern - … auf yousty.ch sowie extern gesendete Bewerbungen verwalten - … ein Bewerberprofil für die Ansicht durch Firmen anlegen - … sich auf Wunsch von Eltern & persönlichen Coaches bei Bewerbungen unterstützen lassen |
| Lernende/r                     | Kann … - … ein Lernendenprofil anlegen und darin ein Interview zur Information von SchülerInnen beantworten - … sich dem Unternehmensprofil des Arbeitgebers anschliessen - … Schülern Fragen zu Beruf und Arbeitgeber beantworten |
| Lehrbetrieb                    | Kann … - … ein Unternehmensprofil u. a. mit Logo, Texten, Fotos, Videos und Lehrstellen-Angeboten anlegen und pflegen - … auf yousty.ch Bewerbungen von Schülern empfangen, beantworten und verwalten |
| Lehrpersonen, Coaches & Eltern | Können … - … auf yousty.ch die Bewerbungsaktivitäten von zuvor bestätigten SchülerInnen überblicken und ihnen im Bewerbungsprozess helfend zur Seite stehen |

## Mobile Anwendung
Die yousty.ch Website ist komplett responsive gestaltet und kann auch auf Mobilgeräten mit einem automatisch angepassten Layout genutzt werden.